# Дюрант, Скотт
Скотт Дэвид Дюрант (англ. Scott David Durant; 12 февраля 1988, Лос-Анджелес) — британский гребец, выступает за национальную сборную Великобритании по академической гребле начиная с 2011 года. Чемпион летних Олимпийских игр в Рио-де-Жанейро, серебряный и бронзовый призёр чемпионатов мира, чемпион Европы, победитель и призёр этапов Кубка мира, победитель многих регат национального и международного значения.

## Биография
Скотт Дюрант родился 12 февраля 1988 года в Лос-Анджелесе, США. Впоследствии переехал на постоянное место жительства в Англию в город Ланкастер, здесь в местной секции начал заниматься греблей. Позже учился в Университете Оксфорд Брукс, состоял в университетской команде по академической гребле.
Впервые заявил о себе в 2008 году, выступив в восьмёрках на международной регате Бранденбурге и заняв там пятое место. Год спустя в распашных безрульных четвёрках стартовал на молодёжном чемпионате мира в чешском Рачице, но попасть здесь в число призёров не смог. Ещё через год в восьмёрках выиграл бронзовую медаль на молодёжном мировом первенстве в белорусском Бресте. В 2011 году впервые попал в основной состав британской национальной сборной и выступил на взрослом чемпионате Европы в болгарском Пловдиве.
Первого серьёзного успеха на взрослом международном уровне Дюрант добился в сезоне 2014 года, когда побывал на европейском первенстве в Белграде, откуда привёз награду бронзового достоинства, выигранную в зачёте распашных восьмёрок. В следующем сезоне в безрульных четвёрках одержал победу на чемпионате Европы в польской Познани и взял бронзу на чемпионате мира в Эгбелете. Позже добавил в послужной список бронзовую награду, выигранную в восьмёрках на европейском первенстве в немецком Бранденбурге.
Благодаря череде удачных выступлений Скотт Дюрант удостоился права защищать честь страны на летних Олимпийских играх 2016 года в Рио-де-Жанейро, где стартовал в составе экипажа, куда также вошли гребцы Том Рэнсли, Эндрю Триггз-Ходж, Мэтт Готрел, Пит Рид, Пол Беннетт, Мэтт Лэнгридж, Уильям Сэтч и рулевой Филан Хилл. Они с первого места квалифицировались на предварительном этапе и тем самым сразу попали в финальную стадию соревнований. В финальном решающем заезде британцы так же финишировали первыми и завоевали, таким образом, золотые олимпийские медали.
За выдающиеся достижения в академической гребле по итогам сезона Дюрант был награждён Орденом Британской империи.